# Gymnocalycium kieslingii
Gymnocalycium kieslingii ist eine Pflanzenart in der Gattung Gymnocalycium aus der Familie der Kakteengewächse (Cactaceae). Das Artepitheton kieslingii ehrt den argentinischen Botaniker und Kakteenspezialisten Roberto Kiesling (* 1941).

## Beschreibung
Gymnocalycium kieslingii wächst einzeln mit graugrünen, abgeflacht bis niedergedrückt kugelförmigen Trieben, die bei Durchmessern von 6 bis 9 Zentimetern Wuchshöhen von bis zu 2 Zentimeter erreichen. Die zwölf (selten 9 bis 13) niedrigen Rippen sind gerundet und durch deutliche Furchen in Höcker gegliedert. Die fünf bis neun leicht gebogenen, weißlichen Dornen sind an ihrer Basis rosafarben. Sie liegen an der Trieboberfläche an und sind 5 bis 8 Millimeter lang.
Die glocken- bis trichterförmigen, weißen Blüten erreichen eine Länge von bis zu 6 Zentimeter und einen Durchmesser von 5 bis 6 Zentimeter. Die spindelförmigen Früchte sind bis zu 3,5 Zentimeter lang und weisen einen Durchmesser von 1 Zentimeter auf.

## Verbreitung, Systematik und Gefährdung
Gymnocalycium kieslingii ist in der argentinischen Provinz La Rioja in Höhenlagen von 500 bis 1500 Metern verbreitet.
Die Erstbeschreibung erfolgte 1985 durch Omar Ferrari.
In der Roten Liste gefährdeter Arten der IUCN wird die Art als „Least Concern (LC)“, d. h. als nicht gefährdet geführt.

## Nachweise